# Big Banana
Big Banana è un singolo della disc jockey e cantante australiana Havana Brown, pubblicato nel 2016. Il brano è stato realizzato in collaborazione con R3hab e Prophet ed è stato estratto dall'EP When the Lights Go Out.

## Tracce
- Digital Remix EP

1. Big Banana (R3hab Remix) – 3:33
2. Big Banana (Dave Audé Remix) – 7:28
3. Big Banana (Dave Audé Dub) – 7:13
4. Big Banana (J-Trick vs Havana Brown Remix) – 4:52